# Марс, Франклин Кларенс
Фра́нклин Кла́ренс Ма́рс (англ. Franklin Clarence Mars) (24 сентября 1883, Ньюпорт, штат Миннесота — 8 апреля 1934, Честер Спрингс, штат Пенсильвания) — американский предприниматель, бизнес-магнат, кондитер, основатель компании по производству шоколадных конфет — Mars Incorporated.

## Биография

### Ранние годы
Франклин родился 24 сентября 1883 года в Ньюпорте, штат Миннесота, в небогатой семье. В детстве у Франклина обнаружили полиомиелит, мальчик не мог двигаться без костылей, из-за чего Марс не посещал школу. Во время болезни Франклин помогал на кухне маме, которая делала сладости на дому, а затем продавала их. Франклин решил, что кондитерское дело будет занятием всей его жизни, и в 1902 году, когда ему исполнилось 19 лет, он начал работать в сфере торговли сладостями.

### Занятие бизнесом
Трижды Франклин становился банкротом. Он жил небогато, но имел собственный дом и женился на девушке по имени Этель, которая станет его главным партнером по бизнесу.
В возрасте 28 лет Фрэнк оставил работу и решил начать собственное дело. Вместе с женой они начинают торговать сладостями, открыв свой кондитерский магазин прямо в своём доме. Вся торговля шла через окно кухни семьи Марсов. Продажи начали быстро расти и супруги основали компанию под названием Mar-O-Bar в 1911 году.
Со временем небольшое производство выросло в первую фабрику, которая находилась в ближайшем пригородном районе Чикаго. Штат сотрудников составил 125 человек. В 1920 году Фрэнк Марс принял решение переехать в Миннеаполис, где придумал свой первый хит — батончик Milky Way. В годы великой экономической депрессии в Америке, когда многие фабрики и заводы были закрыты, а производство приостановлено, Франклин продавал свой батончик за 5 центов. В 1925 году новый батончик был признан лидером на рынке шоколадок. Продажи неуклонно росли, и компания открывала новые рынки для продаж своей продукции.
Постепенно линейка продукции Марса пополнялась новыми продуктами, среди которых Mars Almond (батончик c миндалем), Musketeers  и легендарный Snickers. На новом месте бизнес процветал, и в 1924 году продажи компании Mar-O-Bar достигли 700 000 долларов. В 1926 году Фрэнк Марс переименовал компанию в Mars Candies (в дальнейшем — Mars Incorporated), а в 1928 году построил новую фабрику в пригороде Чикаго.

### Отец и сын
В 1904 году у Франклина Марса и его жены Этель Киссэк родился сын Форрест. Именно сын Фрэнка натолкнул его на создание ныне существующих батончиков. Однажды он направился вместе с сыном Форрестом в магазин. Форрест попросил отца купить ему шоколада. В то время шоколад продавался только на развес. Для людей это создавало неудобство, особенно в жаркие летние дни — даже если аккуратно есть быстро таявший на солнце шоколад, можно было им очень легко испачкаться. 
Именно в тот момент Фрэнк подумал, а почему бы не начать продавать небольшие ломтики шоколада, завернутые в фольгу? Идея показалась ему перспективной. После разговора с женой он пришёл к выводу, что стоит попробовать. В итоге появился на свет шоколадный батончик под названием Milky Way, ставший хитом продаж молодого предприятия Марса за считанные дни.
Фрэнк развёлся с Этель, когда Форресту было 6 лет.
Закончив в 1928 году Йельский университет, Форрест вскоре уехал за пределы Америки, чтобы заняться своим собственным делом в Великобритании. Далее в 1932 году Форрест в городе Слоу покупает здание для создания фабрики. А немного позднее он нанимает несколько сотрудников и начинается производство. На этой фабрике появился ещё один легендарный батончик — Mars.
В 1930 году Форрест Марс вместе с Уильямом Марри создал компанию M&M и начинал выпускать всемирно известные конфеты M&M’s.
Форрест продолжил расширение линейки продукции, купив компанию Uncle Ben’s. В те дни Uncle Ben’s занимал лидерские позиции среди производителей риса быстрого приготовления. Компания начинала производить корма для животных под торговыми марками Pedigree и Whiskas.
Фрэнк умер в 1934 году от острой сердечной и почечной недостаточности. К тому времени его бизнес превратился в крупную компанию с оборотом около $30 млн.
В 1964 году произошло объединение двух компаний. Новая компания получила название M&M/Mars.
На 2016 год Mars Inc. стала крупнейшей частной компанией в мире, принадлежащей членам одной семьи. По решению Форреста компания должна была быть семейным достоянием, и это мнение поддерживали последующие поколения семьи Марс. Во главу Mars Inc. встало третье поколение, внуки Фрэнка Марса: Жаклин, Форрест-младший и Джон.

## Увлечение скаковыми лошадьми
К концу своей жизни Фрэнк Марс, кроме своего «шоколадного бизнеса», увлёкся ещё и разведением скаковых лошадей. В конце 1920-х годов в городке Пьюласки , штат Теннесси, он скупил местные фермы и построил на их месте большое поместье, назвав его Milky Way Farms. На площади 2300 м² было построено около 30 сараев для лошадей, трек для скачек, выставочная площадка для животных. Фрэнк не дожил до того дня, когда его скакуны начали выигрывать призы на самых престижных скачках в Америке. Так, в 1940 году лошадь из его хозяйства по кличке Галлахидион (англ. Gallahadion) выиграла в одной из главных скачек США — «Kentucky Derby».
Любимой лошадью семьи Фрэнка Марса был жеребец Сникерс (англ. Snickers). Его именем был назван новый шоколадный батончик, представленный в 1930 году.
Поместье Milky Way Farms было продано. Новый владелец ремонтирует хозяйство, приводя его состояние к оригинальному виду. Помимо этого, на территории поместья будут располагаться поля для гольфа, игры в поло и многие другие удобства.
В последние годы своей жизни Марс часто жил на территории Milky Way Farms и там же был похоронен после смерти в 1934 году. Спустя несколько лет вторая жена Франклина Марса Этель Хили перенесла тело мужа на Лейквудское кладбище (анг.), недалеко от Миннеаполиса. Там был сооружён частный мавзолей, в котором покоится тело Фрэнка Марса.